# Bleipolonid
Bleipolonid, PbPo ist eine chemische Verbindung des Bleis aus der Gruppe der Polonide.

## Gewinnung und Darstellung
Die Verbindung kann durch das Einleiten von Poloniumdämpfen in geschmolzenes Blei unter Vakuum hergestellt werden.

## Eigenschaften
Bleipolonid kristallisiert analog zu Bleitellurid in der Natriumchlorid-Struktur, einem kubischen Kristallsystem. Es besitzt die Raumgruppe Fm3m (Raumgruppen-Nr. 225) und den Gitterparameter a = 6,59 Å.